# استاندداربایتن
استاندداربایتن (به هلندی: Standdaarbuiten) یک منطقهٔ مسکونی در هلند است که در موردیک واقع شده‌است. استاندداربایتن ۱٬۸۹۰ نفر جمعیت دارد.